# Glucuronamide
Le glucuronamide est une molécule dérivée de l'acide glucuronique.

## Effet sur l'organisme humain
Cet acide glucuronique est utilisé pour de soi-disant propriétés "détoxifiantes" sans que celles-ci aient été établies. Il est également impliqué dans la clairance hépatique, en particulier dans la glucuronoconjugaison qui permet l'excrétion rénale de certaines substances.

## Utilisation médicinale
On retrouve le glucuronamide associé à la vitamine C et à la caféine dans le Guronsan, le Sarvit et le GCForm. Ces trois médicaments, vendus sans ordonnance en France, sont proposés dans le traitement d'appoint de la fatigue. La Détoxalgine, qui en contenait également, associé cette fois à la vitamine C et à l'acide acétylsalicylique, n'est plus commercialisée depuis 2006.
Il semble constituer un élément possible de traitement contre le VIH.
Il peut également être utilisé en traitement préventif contre les troubles de l'érection.